# Vicepremier de la República Popular China
El Vicepremier del Consejo de Estado de la República Popular China —en chino tradicional, 中華人民共和國國務院副總理; en chino simplificado, 中华人民共和国国务院副总理; pinyin, Zhōnghuá Rénmín Gònghéguó Guówùyuàn Fùzǒnglǐ— es un asistente ejecutivo de alto rango del Premier. Generalmente, el cargo está en manos de varias personas a la vez, con cada vice primer ministro responsable de una amplia cartera de responsabilidades; dentro de estos, el titular con una mayor jerarquía es llamado informalmente Vicepremier ejecutivo —en chino, 常务副总理—, quien toma las funciones del Premier en situación de incapacidad de este. Los actuales viceprimer ministros, en orden de jerarquía, son Li Keqiang, Hui Liangyu, Zhang Dejiang y Wang Qishan, quienes fueron elegidos en la séptima reunión plenaria de la Primera Sesión de la XI Asamblea Popular Nacional.
En casos irregulares, el cargo de primer vicepremier —en chino, 第一副总理— ha sido utilizado para indicar el grado de poder, poder nominal, o cuando el Premier se encuentra incapacitado y requiere un asistente a tiempo completo para realizar sus obligaciones regulares. El caso más conocido es Deng Xiaoping, quien ocupó dicha categoría entre 1978 y 1980.

## Lista actual de vicepremieres
| Li Keqiang          | Jerarquía           | 1.º                             | Miembro del Comité Permanente del Buró Político Comisión Nacional de Desarrollo y Reforma, Ministerio de desarrollo urbano-rural y de vivienda y Ministerio de Salud |  |  |
| Li Keqiang          | Nombre              | Li Keqiang                      | Miembro del Comité Permanente del Buró Político Comisión Nacional de Desarrollo y Reforma, Ministerio de desarrollo urbano-rural y de vivienda y Ministerio de Salud |  |  |
| Li Keqiang          | Etnia               | Han                             | Miembro del Comité Permanente del Buró Político Comisión Nacional de Desarrollo y Reforma, Ministerio de desarrollo urbano-rural y de vivienda y Ministerio de Salud |  |  |
| Li Keqiang          | Lugar de nacimiento | Dingyuan County, Chuzhou, Anhui | Miembro del Comité Permanente del Buró Político Comisión Nacional de Desarrollo y Reforma, Ministerio de desarrollo urbano-rural y de vivienda y Ministerio de Salud |  |  |
| Li Keqiang          | En el cargo desde   | 17 de marzo de 2008             | Miembro del Comité Permanente del Buró Político Comisión Nacional de Desarrollo y Reforma, Ministerio de desarrollo urbano-rural y de vivienda y Ministerio de Salud |  |  |
|                     |                     |                                 | |  |  |
| Hui Liangyu         | Jerarquía           | 2.º                             | Miembro del Buró Político del Comité Central Ministerio de Agricultura y Ministerio de Asuntos Civiles                                                               |  |  |
| Hui Liangyu         | Nombre              | Hui Liangyu                     | Miembro del Buró Político del Comité Central Ministerio de Agricultura y Ministerio de Asuntos Civiles                                                               |  |  |
| Hui Liangyu         | Etnia               | Hui                             | Miembro del Buró Político del Comité Central Ministerio de Agricultura y Ministerio de Asuntos Civiles                                                               |  |  |
| Hui Liangyu         | Lugar de Nacimiento | Yushu, Changchun, Jilin         | Miembro del Buró Político del Comité Central Ministerio de Agricultura y Ministerio de Asuntos Civiles                                                               |  |  |
| Hui Liangyu         | En el cargo desde   | 17 de marzo de 2003             | Miembro del Buró Político del Comité Central Ministerio de Agricultura y Ministerio de Asuntos Civiles                                                               |  |  |
|                     |                     |                                 | |  |  |
| Zhang Dejiang       | Jerarquía           | 3.º                             | Miembro del Buró Político del Comité Central Ministerio de industria y tecnología de la información y Ministerio de transporte                                       |  |  |
| Zhang Dejiang       | Nombre              | Zhang Dejiang                   | Miembro del Buró Político del Comité Central Ministerio de industria y tecnología de la información y Ministerio de transporte                                       |  |  |
| Zhang Dejiang       | Etnia               | Han                             | Miembro del Buró Político del Comité Central Ministerio de industria y tecnología de la información y Ministerio de transporte                                       |  |  |
| Zhang Dejiang       | Lugar de nacimiento | Tai'an County, Anshan, Liaoning | Miembro del Buró Político del Comité Central Ministerio de industria y tecnología de la información y Ministerio de transporte                                       |  |  |
| Zhang Dejiang       | En el cargo desde   | 17 de marzo de 2008             | Miembro del Buró Político del Comité Central Ministerio de industria y tecnología de la información y Ministerio de transporte                                       |  |  |
|                     |                     |                                 | |  |  |
|                     | Jerarquía           | 4.º                             | Miembro del Buró Político del Comité Central Banco Popular Chino y Ministerio de Comercio                                                                            |  |  |
| Nombre              | Wang Qishan         |                                 | Miembro del Buró Político del Comité Central Banco Popular Chino y Ministerio de Comercio                                                                            |  |  |
| Etnia               | Han                 |                                 | Miembro del Buró Político del Comité Central Banco Popular Chino y Ministerio de Comercio                                                                            |  |  |
| Lugar de nacimiento | Qingdao, Shandong   |                                 | Miembro del Buró Político del Comité Central Banco Popular Chino y Ministerio de Comercio                                                                            |  |  |
| En el cargo desde   | 17 de marzo de 2008 |                                 | Miembro del Buró Político del Comité Central Banco Popular Chino y Ministerio de Comercio                                                                            |  |  |

## Lista de vicepremieres anteriores
Generaciones de líderes chinos
     Primera generación
     Segunda generación
     Tercera generación
     Cuarta generación
|                   |                  |                  |
| Qian Qichen (2.º) | Wu Bangguo (3.º) | Wen Jiabao (4.º) |

|             |                   |                   |
| Wu Yi (2.º) | Zeng Peiyan (3.º) | Hui Liangyu (4.º) |

|                   |                   |
| Zeng Peiyan (2.º) | Hui Liangyu (3.º) |